# Narodowy Front Chłopsko-Robotniczy
Narodowy Front Chłopsko-Robotniczy – polskie ugrupowanie narodowo-socjalistyczne działające w latach 30. XX w.

## Historia
W czerwcu 1936 r. formację założyli byli członkowie Narodowo-Socjalistycznej Partii Robotniczej i Obozu Narodowo-Radykalnego. Dołączyło do niego około 100 osób. Jarosław Tomasiewicz podaje, że NFChR był tym polskim ruchem, który najsilniej odwoływał się do hitleryzmu i reprezentował (a nawet umacniał) „ortodoksyjną linię faszystowską”. Adolf Hitler był określany w propagandzie partyjnej jako „genjusz”. Równie pochlebnie  wypowiadano się o NSDAP. NFChR postulował utworzenie państwa totalitarnego i jednopartyjnego na wzór III Rzeszy. Jednocześnie wznoszono hasła antysemickie i antykapitalistyczne. Organem prasowym Narodowego Frontu Chłopsko-Robotniczego było pismo „Hasło Narodowe”.